# Élections législatives de 1898 dans le Cher
Les élections législatives de 1898 ont eu lieu les 8 et 22 mai 1898.

## Députés élus
|   | Circonscription    | Député sortant |  | Groupe parlementaire | Député élu                       |  | Groupe parlementaire      |
| - | ------------------ | -------------- |  | -------------------- | -------------------------------- |  | ------------------------- |
| 1 | 1re de Bourges     |                |  |                      | Auguste Louis Albéric d'Arenberg |  | Républicains indépendants |
| 2 | 2e de Bourges      |                |  |                      | Jules-Louis Breton               |  | Union socialiste          |
| 3 | 1re de Saint-Amand |                |  |                      | Christophe Pajot                 |  | Radical-socialiste        |
| 4 | 2e de Saint-Amand  |                |  |                      | Casimir Lesage                   |  | Radical-socialiste        |
| 5 | Sancerre           |                |  |                      | Henri Maret                      |  | Radical-socialiste        |

## Résultats à l'échelle du département
| Partis         | Partis                         | Premier tour | Premier tour | Deuxième tour | Deuxième tour | Sièges |
| Partis         | Partis                         | Voix         | %            | Voix          | %             | Sièges |
| -------------- | ------------------------------ | ------------ | ------------ | ------------- | ------------- | ------ |
|                | Radicaux socialistes           | 31 511       | 39,19        | 8 547         | 18,59         | 3      |
|                | Républicains progressistes     | 19 449       | 24,19        | 9 581         | 20,84         | 0      |
|                | Comité révolutionnaire central | 16 564       | 20,60        | 17 826        | 38,77         | 1      |
|                | Ralliés                        | 8 591        | 10,68        | 9 587         | 20,85         | 1      |
|                | Radicaux                       | 4 030        | 5,01         |               |               | 0      |
|                | Divers                         | 270          | 0,34         | 433           | 0,94          | 0      |
|                |                                |              |              |               |               |        |
| Inscrits       | Inscrits                       | 106 324      | 100,00       | 60 525        | 100,00        | 5      |
| Votants        | Votants                        | 83 013       | 78,08        | 46 718        | 77,19         |        |
| Abstentions    | Abstentions                    | 23 311       | 21,92        | 13 807        | 22,81         |        |
| Blancs et nuls | Blancs et nuls                 | 2 598        | 3,13         | 744           | 1,59          |        |
| Exprimés       | Exprimés                       | 80 415       | 96,87        | 45 974        | 98,41         |        |

## Résultats par arrondissement

### Arrondissement de Bourges

#### 1recirconscription
| Candidat       | Candidat                         | Parti          | Premier tour | Premier tour | Deuxième tour | Deuxième tour |
| Candidat       | Candidat                         | Parti          | Voix         | %            | Voix          | %             |
| -------------- | -------------------------------- | -------------- | ------------ | ------------ | ------------- | ------------- |
|                | Auguste Louis Albéric d'Arenberg | Rallié         | 8 591        | 47,46        | 9 587         | 52,26         |
|                | Gaston Cougny                    | CRC            | 5 479        | 30,27        | 8 742         | 47,66         |
|                | Chédin                           | Radical        | 4 030        | 22,27        |               |               |
|                | Divers                           | Divers         |              |              | 15            | 0,08          |
|                |                                  |                |              |              |               |               |
| Inscrits       | Inscrits                         | Inscrits       | 22 709       | 100,00       | 22 709        | 100,00        |
| Votants        | Votants                          | Votants        | 18 216       | 80,21        | 18 473        | 81,35         |
| Abstention     | Abstention                       | Abstention     | 4 493        | 19,79        | 4 236         | 18,65         |
| Blancs et nuls | Blancs et nuls                   | Blancs et nuls | 116          | 0,64         | 129           | 0,70          |
| Exprimés       | Exprimés                         | Exprimés       | 18 100       | 99,36        | 18 344        | 99,30         |

#### 2ecirconscription
| Candidat       | Candidat           | Parti                    | Premier tour | Premier tour | Deuxième tour | Deuxième tour |
| Candidat       | Candidat           | Parti                    | Voix         | %            | Voix          | %             |
| -------------- | ------------------ | ------------------------ | ------------ | ------------ | ------------- | ------------- |
|                | Jules-Louis Breton | CRC                      | 7 913        | 45,62        | 9 084         | 53,32         |
|                | Monnier            | Républicain progressiste | 4 398        | 25,35        | 7 881         | 46,26         |
|                | Martinet           | Radical socialiste       | 2 810        | 16,20        |               |               |
|                | Pilliwuyt          | Républicain progressiste | 2 211        | 12,75        |               |               |
|                | Divers             | Divers                   | 14           | 0,08         | 72            | 0,42          |
|                |                    |                          |              |              |               |               |
| Inscrits       | Inscrits           | Inscrits                 | 21 281       | 100,00       | 21 281        | 100,00        |
| Votants        | Votants            | Votants                  | 17 449       | 81,99        | 17 189        | 80,77         |
| Abstention     | Abstention         | Abstention               | 3 832        | 18,01        | 4 092         | 19,23         |
| Blancs et nuls | Blancs et nuls     | Blancs et nuls           | 103          | 0,59         | 152           | 0,88          |
| Exprimés       | Exprimés           | Exprimés                 | 17 346       | 99,41        | 17 037        | 99,12         |

### Arrondissement de Saint-Amand

#### 1recirconscription
| Candidat       | Candidat         | Parti              | Premier tour | Premier tour |
| Candidat       | Candidat         | Parti              | Voix         | %            |
| -------------- | ---------------- | ------------------ | ------------ | ------------ |
|                | Christophe Pajot | Radical socialiste | 9 711        | 97,70        |
|                | Divers           | Divers             | 229          | 2,30         |
|                |                  |                    |              |              |
| Inscrits       | Inscrits         | Inscrits           | 19 653       | 100,00       |
| Votants        | Votants          | Votants            | 11 986       | 60,99        |
| Abstention     | Abstention       | Abstention         | 7 667        | 39,01        |
| Blancs et nuls | Blancs et nuls   | Blancs et nuls     | 2 046        | 17,07        |
| Exprimés       | Exprimés         | Exprimés           | 9 940        | 82,93        |

#### 2ecirconscription
| Candidat       | Candidat           | Parti                    | Premier tour | Premier tour | Deuxième tour | Deuxième tour |
| Candidat       | Candidat           | Parti                    | Voix         | %            | Voix          | %             |
| -------------- | ------------------ | ------------------------ | ------------ | ------------ | ------------- | ------------- |
|                | Casimir Lesage     | Radical socialiste       | 5 826        | 44,73        | 8 547         | 80,69         |
|                | Georges Berthoulat | Républicain progressiste | 3 904        | 29,97        |               |               |
|                | Hippolyte Mauger   | CRC                      | 3 172        | 24,35        |               |               |
|                | Estève             | Républicain progressiste | 124          | 0,95         | 1 700         | 16,05         |
|                | Divers             | Divers                   |              |              | 346           | 3,27          |
|                |                    |                          |              |              |               |               |
| Inscrits       | Inscrits           | Inscrits                 | 16 535       | 100,00       | 16 535        | 100,00        |
| Votants        | Votants            | Votants                  | 13 119       | 79,34        | 11 056        | 66,86         |
| Abstention     | Abstention         | Abstention               | 3 416        | 20,66        | 5 479         | 33,14         |
| Blancs et nuls | Blancs et nuls     | Blancs et nuls           | 93           | 0,71         | 463           | 4,19          |
| Exprimés       | Exprimés           | Exprimés                 | 13 026       | 99,29        | 10 593        | 95,81         |

### Arrondissement de Sancerre
| Candidat       | Candidat       | Parti                    | Premier tour | Premier tour |
| Candidat       | Candidat       | Parti                    | Voix         | %            |
| -------------- | -------------- | ------------------------ | ------------ | ------------ |
|                | Henri Maret    | Radical socialiste       | 13 164       | 59,83        |
|                | Georges Picot  | Républicain progressiste | 8 812        | 40,05        |
|                | Divers         | Divers                   | 27           | 0,12         |
|                |                |                          |              |              |
| Inscrits       | Inscrits       | Inscrits                 | 26 146       | 100,00       |
| Votants        | Votants        | Votants                  | 22 243       | 85,07        |
| Abstention     | Abstention     | Abstention               | 3 903        | 14,93        |
| Blancs et nuls | Blancs et nuls | Blancs et nuls           | 240          | 1,08         |
| Exprimés       | Exprimés       | Exprimés                 | 22 003       | 98,92        |